# تالارا
تالارا (بالإسبانية: Talara)‏ هي مدينة في إقليم بيورا في بيرو.
يبلغ عدد سكانها حوالي 59,682 نسمة.

## المناخ
يظهر الجدول التالي التغييرات المناخية على مدار السنة لتالارا:
| البيانات المناخية لـتالارا        | البيانات المناخية لـتالارا | البيانات المناخية لـتالارا | البيانات المناخية لـتالارا | البيانات المناخية لـتالارا | البيانات المناخية لـتالارا | البيانات المناخية لـتالارا | البيانات المناخية لـتالارا | البيانات المناخية لـتالارا | البيانات المناخية لـتالارا | البيانات المناخية لـتالارا | البيانات المناخية لـتالارا | البيانات المناخية لـتالارا | البيانات المناخية لـتالارا |
| الشهر                             | يناير                      | فبراير                     | مارس                       | أبريل                      | مايو                       | يونيو                      | يوليو                      | أغسطس                      | سبتمبر                     | أكتوبر                     | نوفمبر                     | ديسمبر                     | المعدل السنوي              |
| --------------------------------- | -------------------------- | -------------------------- | -------------------------- | -------------------------- | -------------------------- | -------------------------- | -------------------------- | -------------------------- | -------------------------- | -------------------------- | -------------------------- | -------------------------- | -------------------------- |
| متوسط درجة الحرارة الكبرى °م (°ف) | 30.0 (86.0)                | 30.7 (87.3)                | 30.8 (87.4)                | 30.2 (86.4)                | 28.2 (82.8)                | 26.2 (79.2)                | 24.7 (76.5)                | 24.2 (75.6)                | 24.2 (75.6)                | 24.5 (76.1)                | 25.7 (78.3)                | 27.7 (81.9)                | 27.3 (81.1)                |
| متوسط درجة الحرارة الصغرى °م (°ف) | 19.7 (67.5)                | 20.8 (69.4)                | 21.2 (70.2)                | 20.3 (68.5)                | 18.7 (65.7)                | 17.1 (62.8)                | 16.1 (61.0)                | 15.6 (60.1)                | 15.5 (59.9)                | 15.7 (60.3)                | 16.4 (61.5)                | 17.7 (63.9)                | 17.9 (64.2)                |
| معدل هطول الأمطار مم (إنش)        | 1.7 (0.07)                 | 1.1 (0.04)                 | 6.7 (0.26)                 | 0.7 (0.03)                 | 0.0 (0.0)                  | 0.1 (0.00)                 | 0.0 (0.0)                  | 0.0 (0.0)                  | 0.0 (0.0)                  | 0.4 (0.02)                 | 0.1 (0.00)                 | 0.1 (0.00)                 | 10.9 (0.43)                |
| المصدر: Senamhi                   |                            |                            |                            |                            |                            |                            |                            |                            |                            |                            |                            |                            |                            |

## توأمة
لتالارا اتفاقيات توأمة مع:
- بايتا

## أعلام
- فيكتور بوولنجر
- ألبرتو راميريز
- فرانسيسكو مونتيرو